# SLAMF7
SLAMF7‏ (SLAM family member 7) هوَ بروتين يُشَفر بواسطة جين SLAMF7 في الإنسان.